# Henrik IV., car Svetog Rimskog Carstva
Henrik IV. Okrutni (vjerojatno u Goslaru, 11. studenog 1050. – Lüttich, 7. kolovoza 1106.) bio je sin cara  Henrika III. i Agneze od Poiotua. Rimsko-njemački kralj od 1056.; rimsko-njemački car  (1084. – 1105.). 31. prosinca 1105. njegov sin i nasljednik  Henrik V.  prisilio ga je da se odrekne prijestolja.
Henrik IV. bio je jedan od najkontroverznijih srednjovjekovnih careva. Vladao je skoro 50 godina, najdulje od svih srednjovjekovnih careva. Ovaj vladar podijelio je ne samo svoje suvremenike nego i kasnije naraštaje, osobito povjesničare. Njegov sukob s papom Grgurom VII. i odlazak u Canossu smatraju se vrhuncem borbe za investituru i među najpoznatijim su događajima europske srednjovjekovne povijesti.

## Djetinjstvo i mladost
Henrik IV. rodio se 11. studenoga 1050. u Goslaru (u današnjoj saveznoj pokrajini Donjoj Saskoj) kao dugo željeni nasljednik prijestolja. Njegovi roditelji isprva su mu dali ime po njegovu djedu Konradu, ali su mu ime, vjerojatno pod utjecajem opata opatije Cluny Huga, ubrzo promijenili u Henrik.
Na Božić 1050. zakleli su se nazočni knezovi njegovu ocu caru Henriku III. da će biti vjerni prijestolonasljedniku. U studenome 1053. državni knezovi su na saboru u Triburu odabrali tada trogodišnjeg Henrika za kralja postavivši međutim uvjet da će mu biti vjerni samo ako se dokaže kao pravedan vladar.
17. srpnja 1054. Henrik je u Aachenu okrunjen za njemačkoga kralja. Na Božić 1055. otac ga je u Zürichu zaručio s Bertom Torinskom čime je htio postići političku protutežu u alpskome području nasuprot svome najvećem protivniku vojvodi Donje Lotaringije Gottfriedu III. Bradatom i kući Canossa-Tuscija.
Henrik III. iznenada je umro 5. listopada 1056. Na samrti je dao da prisutni državni knezovi po drugi put izaberu njegova sina za kralja te ga stavio pod zaštitu pape Viktora II., koji se od rujna nalazio u Njemačkoj. Budući da je Henrik u trenutku očeve smrti imao samo šest godina papa je postigao da regentsku vlast preuzme njegova majka Agneza. Također je ishodio pomirenje s vojvodom Gottfriedom Bradatim, posjeo Henrika u Aachenu na prijestolje Karla Velikog te se pobrinuo da mu državni knezovi s juga države prisegnu na vjernost. U veljači 1057. papa Viktor vratio se u Italiju gdje je ubrzo i umro.
Da bi formirala pouzdan oslonac među velikašima regentkinja Agneza izvršila je preraspodjelu vojvodstava, ali novi  bavarski  vojvoda Oton prevario ju je i prisilio da stupi u samostan, a novim je regentom postao nadbiskup Kölna Anno. Njega je pak potisnuo nadbiskup  Bremena Adalbert.
Unutarnje borbe regenata oko vlasti omogućile su dotle niz promjena u Ugarskoj. Ondje je 1060. umro Andrija I., a pretendenti su bili njegov brat Bela I., oženjen kćerkom poljskoga kneza Mješka II., i njegov sin Salamon, oženjen kćerkom cara Henrika III. U prvoj njemačkoj intervenciji u korist Salamona njemačka je vojska poražena tako da je zavladao Bela I. Ali on je ubrzo umro tako da je došlo do druge njemačke intervencije koja je na vlast dovela Salamona (1063. – 1074.), ali Mađarska je morala priznati vrhovnu njemačku vlast.
29. ožujka 1065. Henrik IV. proglašen je punoljetnim te je sam preuzeo vladarske poslove. No pravu je vlast i dalje zadržao nadbiskup Adalbert. On je svoga štićenika upućivao na razuzdan život kako bi sam nesmetano mogao vladati. Ali to je izazvalo pobunu velikaša koji su 1066. odstranili Adalberta, prisilili kralja da promijeni način života, prihvati se vladarskih dužnosti i 13. ožujka 1066. oženi Bertom Torinskom.  No, Henrik se ubrzo 1069. htio rastati od Berte i poništiti to prisilno vjenčanje, ali to nije dopustio papinski legat (poslanik) Petar Damiani. Mladi kralj zbog toga je zamrzio papinstvo što će vrlo skoro doći do izražaja.

## Pobuna u Saskoj
Najvažniji događaj prvih godina Henrikove vladavine bilo je izbijanje pobune u  Saskoj. Pad regenta nadbiskupa Adalberta iskoristila je naime saska vojvodska kuća Billunga i razgrabila njegove posjede. Istovremeno je misionarska djelatnost među slavenskim plemenima na istočnim granicama države jenjavala što je bio rezultat slabljenja njemačkoga utjecaja i jačanje oslobodilačkih pokreta slavenskih plemena protiv njemačke vlasti. Unutrašnji neredi u Saskoj potakli su na otvorenu pobunu i bavarskog vojvodu Otona koji je međutim poražen i svrgnut s položaja. Ali otpor se nastavio u Saskoj na što su se nadovezali daljnji ustanci velikaša diljem države.
Dugotrajno ratovanje i mnogobrojna razaranja teško su pogađala seljaštvo u cijeloj Njemačkoj. Seljaci u Saskoj pobunili su se zbog mnogobrojnih nameta i tlake koji su se od njih tražili. Ti nemiri proširili su se i u druga područja i poprimili obilježje općeg seljačkog ustanka protiv velikaških zamkova i crkvenih imanja. Ti ustanci prisilili su velikaše da prijeđu na kraljevu stranu. Pridobivši za sebe većinu velikaša Henrik je 1075. uspio ugušiti pobunu u Saskoj i uvesti red u državi.

## Borba za investituru i odlazak u Canossu
Ali Henrik nije dugo uživao u plodovima trijumfa u Saskoj jer uskoro je planula višedesetljetna borba za investituru koja je vezala sve njegove snage i pozornost.
Od početka klinijevske i lotaringijevske reforme pa do druge polovice 11. stoljeća proces reformiranja Crkve i svećenstva ostvario je znatne uspjehe, ali je imao i brojne padove. U Njemačkoj je doduše redovnički život u samostanima dobio na disciplini i moralu, a biskupima su imenovani samo ljudi dostojni toga položaja. Crkva je međutim u cjelini bila podvrgnuta svjetovnoj vlasti pa je svaka nestabilna situacija na prijestolju omogućavala ucjenjivanje i promjene na položajima koji su se podjeljivali kao nagrada za političku i vojnu pomoć u brojnim zavjerama i obračunima među zavađenim stranama.
U Italiji su se reformna shvaćanja teško probijala do papinskoga prijestolja, a kada su papama postajali i pobornici reforme, njihova su se stremljenja sukobljavala ili s nastojanjima kraljevske odnosno carske vlasti da papinstvo i podloži državi, ili pak, u razdobljima kad nije bilo jake kraljevske i carske vlasti, sa svevlašću i samovoljom rimske feudalne aristokracije u Papinskoj državi. Zbog toga se papinstvo, naročito od Klementa II. (1046. – 1047.), nakon razdoblja u kojoj je nemoralni život pojednih papa kulminirao s ličnošću Benedikta IX., za pontifikata niza papa, pretežno Nijemaca, pod neposrednim utjecajem velikih pobornika reforme Petra Damijanija i redovnika Hildebranda moralo boriti s dvojakim teškoćama: s ovisnošću visokog svećenstva u Njemačkoj o svjetovnoj vlasti i s novim valom duboke demoralizacije koja je u Italiji zahvatila svećenstvo.
Usto je i opća situacija sada bila drukčija. Reformne težnje više nisu dolazile odozdo nego je sada njihovo ishodište bilo papinstvo. Međutim dok su papama postajali zaredom Nijemci, pobornici reforme, u Njemačkoj su reforme praktički bile onemogućene. Još je Konrad II. bio obustavio svaku pomoć reformi i crkvene službe sustavno podređivao interesima svoje politike. Za desetogodišnje malodobnosti Henrika IV. i zatim, u novom desetogodišnjem razdoblju njegova ratovanja s unutarnjim i vanjskim protivnicima kao i zbog već spomenute Henrikove mržnje prema papinstvu, u Njemačkoj je opet prevladalo kupovanje ili prodavanje biskupskih i opatskih položaja pristalicama ove ili one sukobljene strane (simonija).
Papinstvo je simoniju smatralo glavnim zlom toga doba, ali taj je pojam proširilo i na svaku investitiuru (uvođenje) klerika u crkvenu službu koju učini laik. Stoga su mnogi crkveni sabori (sinode) uvijek iznova zahtijevali da laici nipošto ne smiju uvoditi klerike u bilo koju crkvenu službu i da ih klerici od njih ne smiju ni kupovati ni primati.
Reformne su snage laičku investituru zbog dva razloga uspoređivale sa simonijom: s jedne je strane obred investiture vrlo sličio podjeljivanju lena, s druge strane čest je bio slučaj da su vlasnici mnogih crkava zapravo bili svjetovni feudalci koji su onda uvodili klerika u službu. Kod uvođenja u biskupsku i nadbiskupsku službu investitura je bila pridržana kralju koji je biskupu odnosno nadbiskupu prilikom uvođenja u službu predavao biskupski prsten i štap (tzv. investitura štapom i prstenom).
Papinstvo je tome pružalo otpor i govorilo da jedino papa ima ovlast postavljati i smjenjivati biskupe. Zahtijevalo se također od svećenstva da se strogo pridržava čistoće i celibata pozivajući se pritom na idele života prve Crkve u siromaštvu bez zemaljskih dobara.
Očekujući žestoki Henrikov otpor papinstvo je učvrstilo savez s vojvodom Gottfriedom Bradatim, francuskim kraljem Filipom I. i Normanima.
Te nove reformne idele najjače je podupirao redovnik Hildbebrand koji je 1073. izabran za papu kao Grgur VII. (1073. – 1085.); jedan od najznačajnijih papa uopće. On je 1075. sastavio spis „Dictatus papae“. U njemu se naglašava božansko porijeklo Crkve i utvrđuje njezina nepogrešivost. Zbog toga papa kao poglavar Crkve i nasljednik apostola Petra, kome je sam Isus, Sin Božji, povjerio vlast nad sveopćom Crkvom, ima pravo na apsolutnu i nepogrešivu duhovnu vlast nad cijelim kršćanskim svijetom. Papa je zakonodavac za sve crkvene ustanove i nema mu pravo suditi nitko osim Boga. Kao što je nastojanje za vječni život duše i njeno spasenje smisao čovjekova postojanja, tako se i država, kao institucija ovoga svijeta, treba podvrći duhovnom vodstvu Crkve, koja se brine za čovjekovu vječnost. Ako papa i Crkva ocijene da svjetovni vladar ne vlada državom u duhu Božjih i crkvenih propisa, onda papa može, po svome od Boga danom pravu, takvoga vladara svrgnuti, a njegove podanike razriješiti zakletve vjernosti.
Henrik se na to ispočetka uopće nije obazirao. Uspješno ugušivši pobunu u Saskoj (1075.) i dalje je postavljao i smjenjivao biskupe po volji. Kad je zatim u Milanu izbio ustanak protiv tamošnjeg nadbiskupa što ovaj nije bio kadar ugušiti, kralj je imenovao novog nadbiskupa, orijentiranoga izrazito antireformno i antipapinski. To je dovelo do oštrih polemika s papom, da bi papa Grgur VII. u prosincu 1075. poslao pismo Henriku u kojemu mu je zaprijetio izopćenjem iz Crkve (u ono doba najstrašniju kaznu koja je često bila vrlo djelotvorna ) ako to ne opozove. U tom je pismu papa među ostalim ovako oslovio Henrika:
Grgur biskup, sluga slugu Božjih, pozdrav i apostolski blagoslov kralju Henriku – pod uvjetom da se pokorava Apostolskoj Stolici kako i dolikuje kršćanskom kralju (...)!
To nije ostalo bez odgovora. 24. siječnja 1076. u Wormsu (u Frankoniji) održan je sabor njemačkoga visokog svećenstva i velikaša koji je u kraljevoj prisutnosti proglasio da je Grgur VII. nezakonito došao na svoj položaj isključivo pobunom svjetine u Rimu, da papinstvo samovoljno prisvaja vlast nad cijelim kršćanskim svijetom kao i pravo da postavlja i svrgava svjetovne vladare. Pripisivani su mu i nedopušteni spolni odnosi s Henrikovom majkom Agnezom, s Beatricom, vojvotkinjom od Toskane i njenom kćerkom i nasljednicom Matildom. Na završetku zasjedanja svaki je od prisutnih biskupa potpisao izjavu kojom uskraćuje svoju poslušnost redovniku Hildebrandu i osporava mu pravo na položaj pape te ga se poziva da odstupi. U izjavi je među ostalim stajalo:
Henrik, ne ohološću, već po pravednom Božjem nalogu kralj, Hildebrandu, ne više papi, već krivom redovniku  [...] Odstupi, ti koji si proklet ovom kletvom i presudom svih naših biskupa i našom vlastitom, napusti apostolsku stolicu, koju si uobrazio (da je imaš). [...] Ja, Henrik, Božjom milošću kralj, kažem ti zajedno sa svim svojim biskupima: Odstupi, odstupi!
Papin odgovor došao je brzo. Na saboru u Rimu 1076. proglasio je Henrika svrgnutim, sve njegove podanike razriješio zakletve vjernosti, te ga izopćio iz Crkve:
„[...] i da mi je zbog tebe od Boga dana vlast da svezujem i odrješujem, na nebu i na zemlji. U tom čvrstom uvjerenju  [...] osporavam Henriku, sinu cara Henrika, koji se nečuvenom ohološću podigao protiv tvoje Crkve, vlast nad Njemačkom i Italijom i razrješujem sve kršćane od zakletve vjernosti koju su mu dali ili će dati te im zabranjujem da mu služe kao kralju.  [...] I jer  [...] je u zajednici s izopćenima, čini nepravdu i prezire moje opomene, koje sam mu uputio radi njegova spasenja, [...]  odvaja se od tvoje Crkve i pokušava je rascijepiti, zbog toga ga kao tvoj zastupnik vezujem okovima prokletstva  [...].“
Iako je Henrik trojici biskupa iz svoje pratnje naredio da izopće Grgura VII. ipak je papino izopćenje pokolebalo mnoge u Njemačkoj. U Saskoj je papino razrješenje Henrikovih podanika od zakletve vjernosti omogućilo utamničenim velikašima da izađu iz zatvora i ponovo dignu ustanak. Naglo mijenjanje raspoloženja u Njemačkoj potaklo je trojicu vojvoda, švapskog, bavarskog i karantanskog, da u suglasnosti s nekoliko biskupa za 16. listopada 1077. sazovu sabor crkvenih i svjetovnih velikaša u Triburu (blizu Mainza) gdje su velikaši izjavili da će sebe smatrati razriješenima podaničke zakletve poslušnosti kralju ako on do početka 1078. ne ishodi opziv svoga izopćenja iz Crkve. U isto vrijeme predloženo je da se 2. veljače 1078. održi novi sabor u Augsburgu na kome će se, u skladu, s papinom ocjenom situacije, donijeti konačna odluka o Henrikovu položaju.
Budući da je na tom saboru mogao biti svrgnut, Henrik je u prosincu 1076. krenuo u Italiju da od pape zatraži oprost od crkvenog prokletstva. Grgur međutim nije znao za tu njegovu namjeru, nego se, na vijest o tome, uplašen sklonio u zamak Canossa u Toskani koji je pripadao grofici Matildi Tuscijskoj. I tada se dogodio jedan od napoznatijih prizora u europskoj povijesti.
Henrik je došao pred Canossu 25. siječnja 1077. na blagdan Obraćenja svetog Pavla u pokorničkoj odjeći. Papa se međutim ustezao od preuranjenog oproštenja bez izričitih koncesija. Henrika je ostavio da puna tri dana čeka utaboren sa ženom, trogodišnjim sinom i skromnom prtljagom pred zidinama zamka. Tu se kralj na hladnoći u pokorničkoj haljini bez ikakva vladarskog znaka pojavljivao pred ulazom moleći da ga papa primi i prihvati njegovo pokajanje. Najzad je zagovorom Matilde Tuscijske i Henrikova kuma opata opatije Cluny Huga, 28. siječnja pušten u grad. Tu se u suzama morao baciti papi pred noge priznajući svoje grijehe i preklinjući papu da mu oprosti. Papa mu je dao oproštenje i ukinuo izopćenje te mu dao blagoslov da ponovo zavlada kao kralj.
Ovo je za Henrika bilo teško poniženje, ali također i njegova dobro smišljena diplomatska pobjeda. Dobivši oproštenje, koje mu papa po kršćanskim načelima da se grešniku koji se kaje za svoje grijehe oni moraju oprostiti, nije mogao uskratiti, on je smjesta ponovo imao pravo da zahtijeva poslušnost od svojih podanika. Time je raskinut savez između papinstva i njemačkih velikaša protiv kralja jer se sada ovi nisu smjeli pobuniti vezani zakletvom vjernosti. Papa je svakako dobio veliku osobnu i moralnu zadovoljštinu, ali je bio znatno ograničen u borbi za ostvarenje reformnih ideala.
Izraz ići u Canossu ušao je i u jezik i znači ići poniziti se pred nekim.

## Novi sukobi
Ipak, opozicijski njemački vojvode i velikaši, koji su očekivali da će Henrik IV. biti zbačen sazvali su 1077. novi državni sabor u Forchheimu (u Frankoniji) i za kralja umjesto Henrika izabrali vojvodu Rudolfa Švapskog i 26. ožujka pomazali ga u Mainzu za kralja. Uz novoizabranoga kralja pristajalo je samo švapsko plemstvo te svrgnuti vojvode Karantanije i Bavarske, dok su Henrika podržavali svi ostali, među njima i većina njemačkih gradova (kojima je pomagao da se oslobode od feudalnih gospodara) i veoma mnogo nižeg svećenstva. Planuo je građanski rat u koji se papa nije miješao, ali je pozorno pratio razvoj događaja. Kad je međutim u siječnju 1080. postalo jasno da će Henrik pobijediti i kad je ovaj od pape sve upornije počeo tražiti moralnu i političku potporu ne nudeći ništa zauzvrat, Grgur VII. neočekivano je odlučio podržati slabiju stranu.
Na sinodu u Rimu u ožujku 1080. papa je Rudolfa Švapskog otvoreno priznao njemačkim kraljem, a Henrika optužio zbog vršenja laičke investiture (čega je zaista bilo), proglasio ga svrgnutim i po drugi put ga izopćio iz Crkve.
Henrik je odgovorio davši sazvati crkveni sabor u Brixenu (južna Bavarska)  koji je 25. lipnja 1080. proglasio Grgura VII. svrgnutim, ali je ovaj put za protupapu izabran iz Crkve izopćeni bivši nadbiskup Ravenne Wibert kao Klement III.
No, Grgurovo izopćenje i ovaj se put pokazalo djelotvornijim pa je broj Henrikovih pristaša padao. U sukobu njemačkog kralja i pape većina europskih zemalja bila je strani pape Grgura VII. (tako i Hrvatska pod kraljem Zvonimirom). Prelaskom mnogih njemačkih velikaša na stranu Rudolfa Švapskog, Henrikova vojska je u bitki u listopadu 1080. teško poražena, ali Rudolf je poginuo što je znatno oslabilo opoziciju.
Henrik je sada krenuo s vojskom u Italiju protiv pape. Njegova je vojska početkom 1081. doprla do Rima i počela ga opsjedati. Henrik je istodobno nastojao pridobiti pristaše diljem Italije. Osobito je potpomagao gradove dajući im povelje o samoupravnim povlasticama pomažući time njihov razvitak koji mu je bio dobrodošao jer su gradovi zbog toga bili na njegovoj strani. Henrik je konačno osvojio Rim u ožujku 1084. Grgur VII. pobjegao je iz grada. 24. ožujka 1084. održan je u Bazilici sv. Petra sabor koji je ustoličio protupapu Klementa III., svrgnuo i izopćio Grgura VII. Protupapa je zatim okrunio Henrika i njegovu ženu Bertu carskom krunom.
No, Grgur VII. pozvao je u pomoć Normane iz južne Italije koji su Henrika prisilili na povlačenje tako da se papa mogao vratiti. Ali pljačke i razaranja što su ih Normani počinili u Rimu toliko su ogorčili njegove stanovnike protiv Grgura da je ovaj ponovo morao pobjeći, a u Rim se vratio protupapa Klement III. Grgur VII. umro je u progonstvu u Salernu 25. svibnja 1085. Ni poraz ga nije slomio, niti je odustao od svojih uvjerenja.
Smrt njegova najvećeg protivnika ojačala je Henrikov položaj. Dugotrajni ratovi uvelike su opustošili Njemačku i zato je nastao snažan mirovni pokret kojim se car po povratku iz Italije vješto okoristio. 1085. održan je u Mainzu sabor koji je pod Henrikovim predsjedanjem usvojio propis o „Božjem primirju“, pri čemu je posebice naglašeno da će kralj štititi putujuće trgovce i seljake koji obrađuju polja.
Time je Henrik veoma ugodio svećenstvu i biskupima, a također i gradovima, osobito u rajnskom području. Stvoren je tako temelj saveza njemačkih gradova s kraljevskom vlašću koji je u budućnosti stekao veliko značenje.
Građanski rat u Njemačkoj još je ponegdje trajao, a u Rimu su se sukobljavali protupapa Klement III. i legalni papa Viktor III. naizmjence potiskujući jedan drugoga iz Bazilike svetog Petra.
Okolnosti su se međutim uvelike izmijenile kada je za papu izabran veoma energičan čovjek i odlučni pristalica klinijevske reforme Urban II. (1088. – 1099.). On je uz pomoć toskanske grofice Matilde Tuscijske oko sebe okupio sve protunjemački nastrojene velikaše sjeverne i srednje Italije te učvrstio savez s Normanima.
Budući da Henrik u Njemačkoj trenutno nije imao znatnije opozicije papa je sada prionuo njenom jačanju i organiziranju. Urban II. ponovo je izopćio Henrika i njegova protupapu Klementa II. Također je radi borbe protiv Henrika sklopljen politički brak. Matilda Tuscijska koja je tada imala 43 godine udala se za Welfa V., sina bavarskog vojvode Welfa IV. koji je imao 17 godina. To je 1089. izazvalo drugi po redu vojni pohod Henrika IV. u Italiju. Bez uspjeha.
Henrik je tada dobio novi udarac. Njegova druga žena Prakseda (Adelheid Kijevska) pobjegla je 1094. Matildi Tuscijskoj. Nju je naime njen muž držao zatočenu u Veroni zbog navodnih seksualnih prijestupa. Na saboru u Piacenzi 1094./1095. Prakseda je optužila Henrika zbog najgorih seksualnih prijestupa te da je svoga sina iz prvog braka Konrada prisiljavao da spava s vlastitom maćehom. I sam Konrad otpao je od oca pa je u Milanu okrunjen za kralja Italije.
Papa Urban II. nato je na istom saboru u Piacenzi 1. ožujka 1095. u prisutnosti 4000 svećenika iz svih katoličkih zemalja po četvrti put izopćio Henrika iz Crkve. S tog je sabora također upućen poziv za oslobođenje Svete zemlje od Seldžuka. Započelo je razdoblje križarskih ratova.
Suvremeni kroničar Bernold kaže da je Henrik u tom trenutku čak pomišljao na samoubojstvo. Neke nade u njemu pobudio je raskid braka Matilde Tuscijske i Welfa V., ali s druge strane brak njegova sina Konrada s kćerkom sicilskog kralja Rogera I. te je nade poništio. Stoga se Henrik u proljeće 1097. poražen vratio u Njemačku gotovo bez ikakvih utjecajnih saveznika.
Ali, njegov se položaj iznenada popravio. 1099. umro je Urban II., a sljedeće godine i protupapa Klement III. Henrik je u isto vrijeme napao Češku i prisilio je da prizna vrhovnu njemačku vlast. Činilo se da će se sukob između Henrika i pape smiriti.

## Abdikacija
No, nije bilo tako. Novi papa Paskal II. na koncilu u Lateranu početkom 1102. ponovio je carevo izopćenje iz Crkve i osudio laičku investituru. U samoj Njemačkoj ponovo se počela okupljati opozicija. Henrik je nato pokušavajući pridobiti papinu naklonost objavio da kani povesti križarski rat u Svetu zemlju. Ali prije bilo kakve realizacije priprema protiv cara je izbila pobuna na čelu s carevim sinom Henrikom V. (Konrad je umro 1101. u Firenci).
Uz pobunu su smjesta pristali svi propapinski biskupi te znatan broj velikaša naročito u Porajnju nezadovoljni carevim podupiranjem emancipacije gradova. Henrik V. je krajem 1105. izdajom uspio zarobiti oca te ga na saboru 31. prosinca (na kojem su ga papinski izaslanici po sedmi put izopćili iz Crkve) prisilio da se odreče prijestolja i preda mu vladarske znakove. Henrik V. je zatim početkom 1106. okrunjen za njemačkog kralja.

## Smrt
Henrik IV. uspio je međutim pobjeći iz zatvora. Prijetio je novi građanski rat. Međutim ubrzo se razbolio. Na samrti je oprostio svom sinu pobunu poslavši mu mač i prsten, zadnje vladarske znakove koji su mu ostali. Istodobno mu je podijelio očinski blagoslov za buduću vladavinu, zamolio milost za svoje pristalice te da bude pokopan zajedno sa svojim precima u katedrali u Speyeru.
Umro je 7. kolovoza 1106. u 56. godini života slomljen naporima, završivši tako svoj vrlo buran život.
Henrik V. tek je 1111. uspio od pape Paskala II. postići da se skine crkveno izopćenje s njegova oca nakon čega je Henrik IV. svečano pokopan u katedrali u Speyeru pokraj svoga oca Henrika III.
Nepoznati kroničar napisao je tada o Henriku: „Kraljevstvo nemira zamijenio si kraljevstvom mira, konačno s beskonačnim, zemaljsko s nebeskim. Tek sada istinski vladaš, sada nosiš svoj dijadem koji ti Tvoj nasljednik ne otima i na kojemu ti nijedan protivnik ne zavidi.“

## Vanjske poveznice
- genealogie-mittelalter.de
- Canossa 2006 (Izložba u Paderbornu)

| Prethodnik: | njemačko-rimski car (1056. – 1105.) | Nasljednik: |
| Henrik III. | njemačko-rimski car (1056. – 1105.) | Henrik V.   |